# Trigonostemon viridissimus
Trigonostemon viridissimus là một loài thực vật có hoa trong họ Đại kích. Loài này được (Kurz) Airy Shaw miêu tả khoa học đầu tiên năm 1971.